# اریک اسکات
اریک اسکات (انگلیسی: Eric Scott؛ زادهٔ ۲۰ اکتبر ۱۹۵۸) بازیگر اهل ایالات متحده آمریکا است. وی بین سال‌های ۱۹۷۱ تا ۲۰۱۱ میلادی فعالیت می‌کرد.
از فیلم‌ها یا برنامه‌های تلویزیونی که وی در آن نقش داشته است، می‌توان به خانواده والتون اشاره کرد.